# لابلاند لونجسبير
لابلاند لونجسبير (كالكاريوس لابونيكوس)، المعروف أيضا باسم الرايات لابلاند، هو طائر من الجواثم في عائلة لونجيسبر كالكاريدي، فصلت مجموعة من قبل معظم المؤلفين الحديثين فرينجليدي من (عصافير العالم القديم).

## علم أصول الكلمات
يشير الاسم الإنجليزي إلى المخالب الخلفية الطويلة. اسم الجنس كالكاريوس مشتق من اللاتينية كالكاري، «سبرس»، ويشير لابونيكوس المحدد إلى لابلاند.

## وصف
لابلاند لونجسبيرهو طائر قوي ذو منقارلاكل البذور الصفراء السميكة. ذكرالصيف له رأس أسود وحنجرة، وشريط عين أبيض، ومؤخر كستنائي، وأجزاء سفلية بيضاء، وظهر أسود رمادي مخطط بشدة. ريش أخرى لها رأس بني برتقالي عادي، وظهر بني داكن وألواح كستنائية وأجنحة.
القياسات:
- الطول : 5.9-6.3 بوصة (15-16 سم)
- الوزن : 0.8-1.2 أوقية (22.3-33.1 جرام)
- باع الجناح : 8.7-11.4 بوصة (22-29 سم)

## توزيع والسكن
يتكاثر في جميع أنحاء القطب الشمالي في أوروبا ومنطقة بالياركتيك وفي كندا وأقصى شمال الولايات المتحدة. إنها مهاجرة، تقضي الشتاء في السهوب الروسية، وجنوب الولايات المتحدة، ومناطق القطب الشمالي الاسكندنافية الشمالية وصولاً إلى الساحل الجنوبي للسويد والدنمارك وبريطانيا العظمى. هذا هو النوع الآسيوي الوحيد من رايات لونجيسبر، وعلى الرغم من أنه ربما لم يتطور هناك، إلا أنه كان موجودًا في أوروبا الشرقية منذ ما لا يقل عن 30000 عام.

## سلوك

### اتصال
أكثر مكالمات الطيران شيوعًا هي «بررررت» الصعبة التي يسبقها عادةً «تييوو» الأنف. عند التكاثر، فإنه يجعل «دوويي» أكثر ليونة يليه وقفة «تراايويو»؛ كلا الأصوات بالتناوب.

### تكاثر
يتكاثر في المناطق الرطبة مع البتولا أو الصفصاف، و / أو الجبال الجرداء، والشتاء في الأراضي المزروعة أو السواحل. غالبًا ما يُرى الطائر بالقرب من خط الشجرة، ويحب أن يتغذى في قطعان الانواع المختلفة في الشتاء. يتكون طعامها الطبيعي من الحشرات عند إطعام الصغار والبذور. العش على الأرض. يتم وضع 2-4 بيضات.

### عادات الطعام

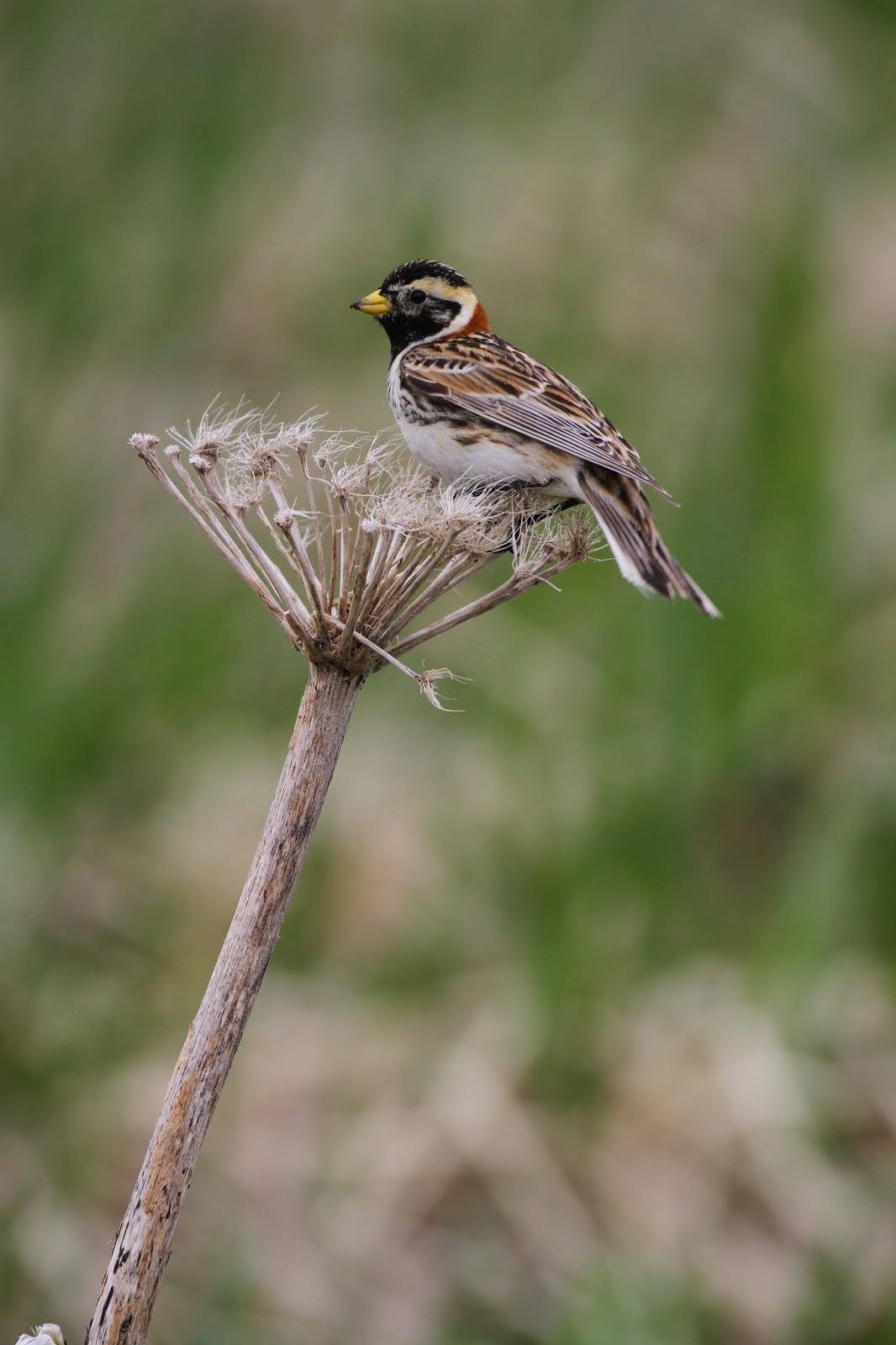
جالسًا على بقرة جزر بيضاء ميتة، جزيرة بولدير، ألاسكا

تعد العادات الغذائية للابلاند لونجيسبر بسيطة للغاية: معظمها البذور في الشتاء ومفصليات الأرجل في الصيف، عندما تكون في حالة نشاط.
خلال فصل الشتاء، يتغذى لونجيسبرعلى البذور. يلتقطونها من على الأرض، ونادرًا ما تتغذى مباشرة على النباتات. اانهم سوف يتغذون حول نفس المنطقة لفترة تتراوح بين بضع دقائق وساعة، ثم يطيرون بعيدًا بحثًا عن منطقة جديدة للبحث عن العلف. يتكون نظامهم الغذائي للبذور بشكل أساسي من بذور من العشب، وذيل الثعلب، والدخن المزروع، وسرطان البحر، والقمح. خلال موسم التكاثر، تهاجر الطيور إلى الشمال، حيث يتحول نظامها الغذائي إلى المفصليات. تتغذى النستلة على المفصليات فقط، والتي تشكل أيضًا النظام الغذائي للوالدين في ذلك الوقت من العام (يونيو إلى يوليو). غالبًا ما تصطاد الطيور الحشرات في الجو، ولكنها تتغذى على الغطاء النباتي عندما تمنع الظروف المناخية الحشرات من الطيران. يمكن أن تستهلك لونجيسبرما بين 3000 و 10000 عنصر من الفرائس (الحشرات أو البذور) يوميًا، اعتمادًا على احتياجاتها من الطاقة. تشكل يرقات ديبتيران والبالغات الجزء الأكبر من نظامهم الغذائي الآكل للحشرات.

## صالة عرض

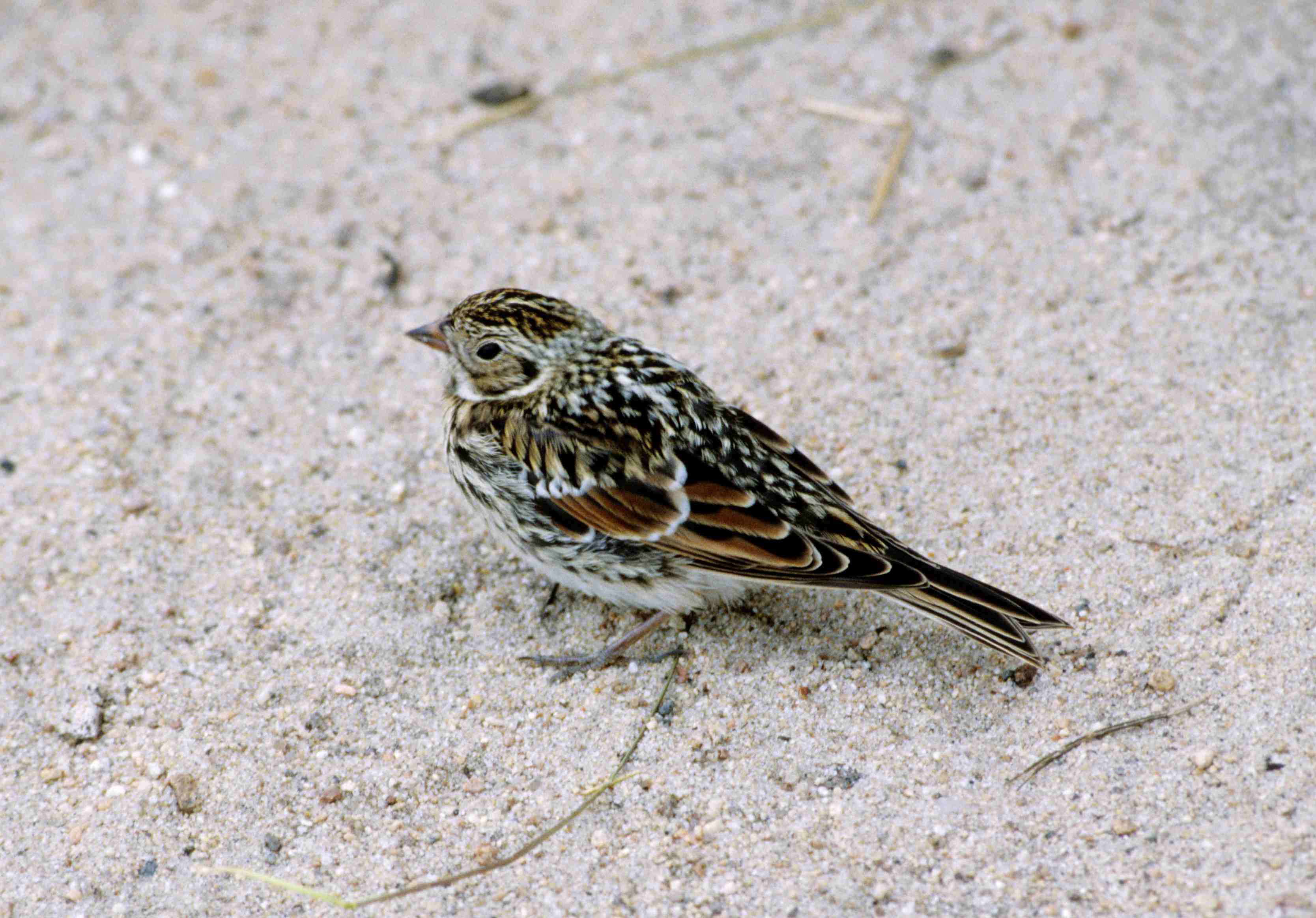
أنثى
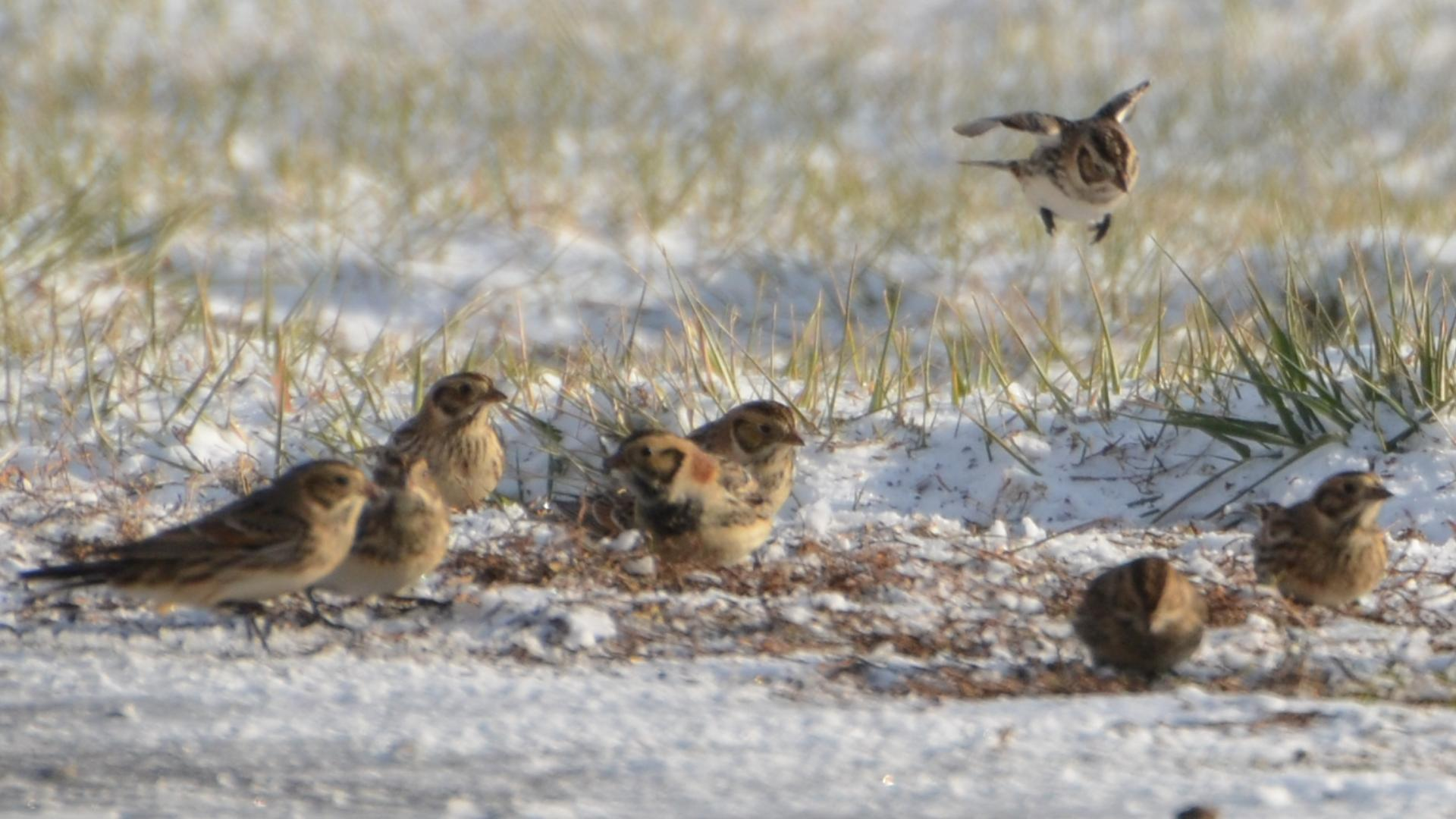
قطيع
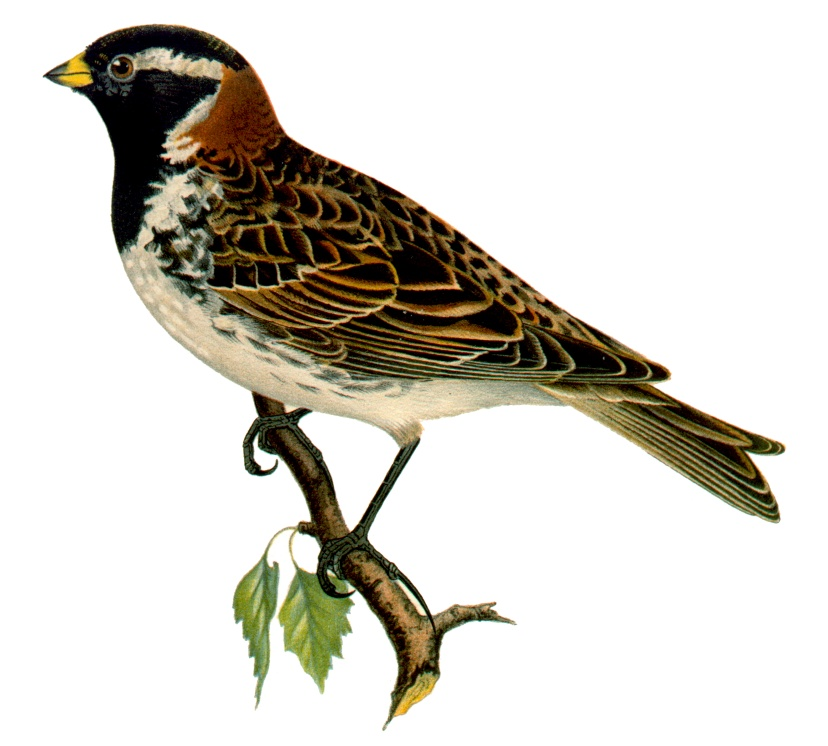
توضيح
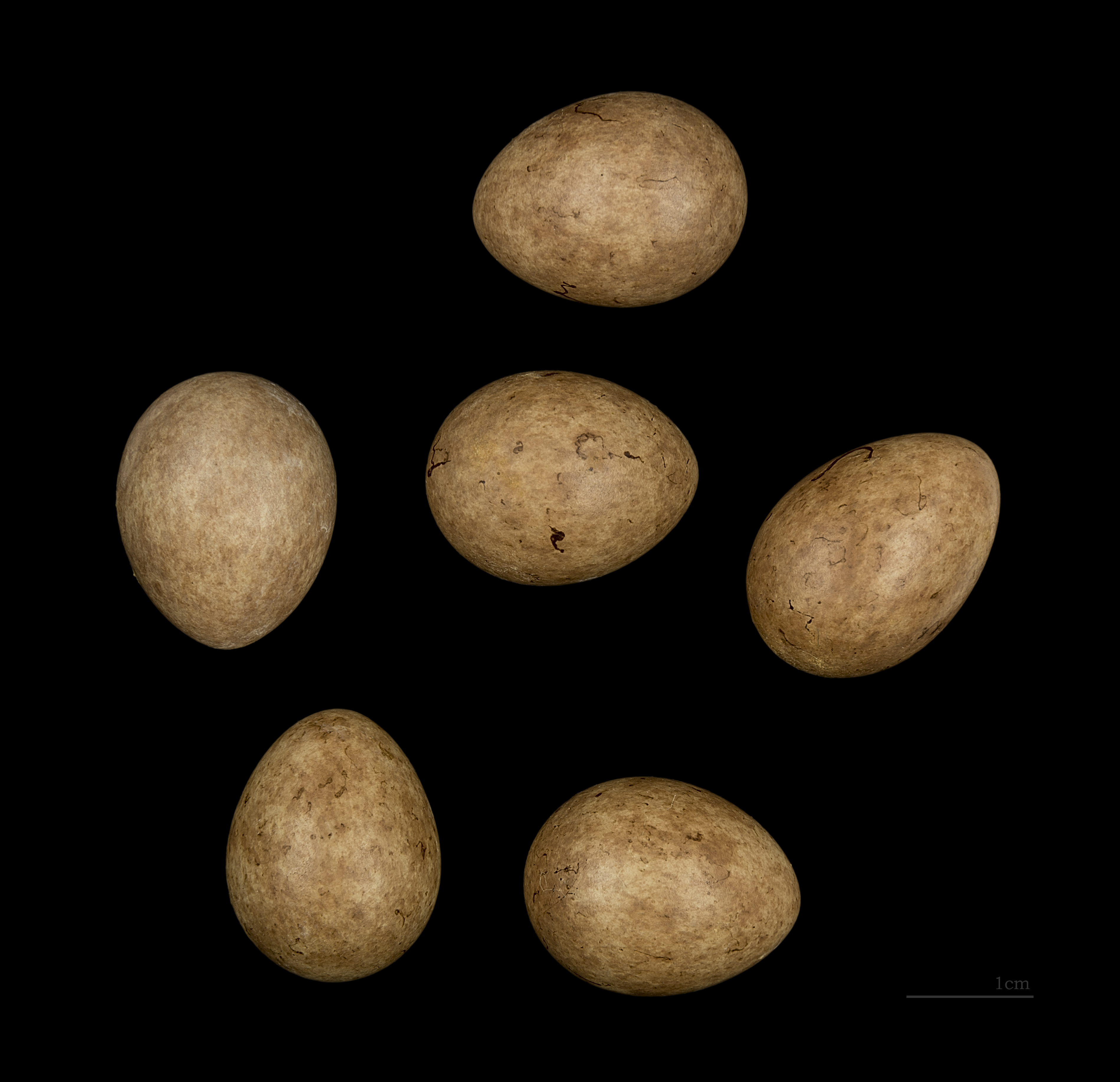
بيض

## روابط خارجية
- "Calcarius lapponicus". أفيباس. </img>alcarius lapponicus". أفيباس. </img>
- حساب أنواع لابلاند لونجسبير - مختبر كورنيل لعلم الطيور
- Lapland Longspur - Calcarius lapponicus - USGS Patuxent Bird Identification InfoCenter
- "وسائط عن Lapland Longspur". إنترنت بيرد كوليكشن.
- الطوابع نسخة محفوظة 7 يناير 2011 على موقع واي باك مشين. (لكندا) مع خريطة المدى القطبي في bird-stamps.org
- معرض الصور عن Lapland Longspur على فيريو (جامعة دركسل)

- صور Lapland Longspur في Oriental Bird Images - قاعدة بيانات لنادي الطيور الشرقية (انظر القائمة المنسدلة في أسفل الصفحة)
- خريطة تفاعلية لنطاق انتشار Calcarius lapponicus على IUCN Red List maps